# فلیس ماریانی (جودوکار)
فلیس ماریانی (ایتالیایی: Felice Mariani؛ زادهٔ ۸ ژوئیه ۱۹۵۴) جودوکار اهل ایتالیا بود.
وی در مسابقات کشوری و بین‌المللی در مجموع برندهٔ ۴ مدال برنز شده‌است.